# 邱坤玄
邱坤玄（1950年－），中華民國（臺灣）政治人物、國際政治學者，苗栗縣人，中國國民黨籍。現為國立政治大學東亞研究所名譽教授、輔仁大學日本暨東亞研究中心研究員、中國國民黨中央評議委員，曾任國家安全會議諮詢委員、政大東亞所所長、亞太和平研究基金會副執行長等職。
邱為海峽兩岸關係知名學者，長期擔任前中華民國總統馬英九國安幕僚。曾於2015年以國安會諮詢委員身份代表台灣隨團到新加坡參加「習馬會」，並於2024年陪同出席在北京舉行的馬習二會。

## 生平
邱坤玄畢業於國立政治大學外交系學士、碩士、美國喬治華盛頓大學政治學博士，曾擔任國家安全會議諮詢委員、國立政治大學東亞研究所所長、行政院海巡署海洋事務研究委員、行政院陸委會諮詢委員、總統府國家統一委員會研究委員等職。
專長為國際政治學、國際關係理論、中國外交政策、中國大國外交戰略、東北亞國際關係、中美台關係等。邱坤玄係台灣較早發起推動「兩岸國際關係研究」學術交流的學者之一，亦廣泛參與台北大陸政策決策諮商，並多次代表台北出席美國智庫主辦的各種美中台第二軌道對話座談，係相關領域較知名且有影響力之學人。

## 爭議
2019年10月5日，邱坤玄引述前美國在臺協會理事主席卜睿哲的見解表示，相較於美國對抗議的處理方式，在香港反送中運動中「香港警察的克制行動，其實是可以被讚揚的」，同時他質疑抗議的香港民眾屬於有組織的暴民，引發爭議。